# Niccolò Albergati-Ludovisi
Niccolò Albergati-Ludovisi (Bologna, 15 settembre 1608 – Roma, 9 agosto 1687) è stato un gesuita, arcivescovo cattolico e cardinale italiano. Nel 1644 conobbe San Giuseppe da Copertino che gli predisse che sarebbe diventato cardinale.

## Biografia
Nacque a Bologna il 15 settembre 1608 in famiglia patrizia. Abbracciata la carriera ecclesiastica, entrò a far parte della Compagnia di Gesù. Nel febbraio del 1645 fu nominato arcivescovo di Bologna.
Papa Innocenzo X lo elevò al rango di cardinale nel concistoro del 6 marzo 1645.
Fu Camerlengo del Sacro Collegio dal 1648 al 1649. Nel dicembre del 1681 fu nominato Vice-decano del Sacro Collegio e nel 1683 divenne Decano del collegio cardinalizio.
Morì il 9 agosto 1687 all'età di 78 anni. È sepolto nell'atrio della Basilica di Santa Maria in Trastevere, suo titolo cardinalizio.

## Conclave
Durante il suo cardinalato Niccolò Albergati-Ludovisi partecipò ai conclavi:
- conclave del 1655, che elesse papa Alessandro VII
- conclave del 1667, che elesse papa Clemente IX
- conclave del 1669-1670, che elesse papa Clemente X
- conclave del 1676, che elesse papa Innocenzo XI

## Genealogia episcopale e successione apostolica
La genealogia episcopale è:
- Cardinale Guillaume d'Estouteville, O.S.B.Clun.
- Papa Sisto IV
- Papa Giulio II
- Cardinale Raffaele Riario
- Papa Leone X
- Papa Paolo III
- Cardinale Francesco Pisani
- Cardinale Alfonso Gesualdo
- Papa Clemente VIII
- Cardinale Pietro Aldobrandini
- Cardinale Laudivio Zacchia
- Cardinale Antonio Barberini, O.F.M.Cap.
- Cardinale Girolamo Colonna
- Cardinale Niccolò Albergati-Ludovisi

La successione apostolica è:
- Vescovo Marco Romano Cristalli, C.R. (1646)
- Vescovo Giacomo Giordano, O.S.B. (1651)
- Vescovo Petronio Veroni, O.S.A. (1652)
- Cardinale Girolamo Boncompagni (1652)
- Cardinale Antonio Bichi (1652)
- Vescovo Lorenzo Pollicini (1653)
- Arcivescovo Bonaventura Teuli, O.F.M.Conv. (1655)
- Cardinale Alderano Cybo-Malaspina (1656)
- Arcivescovo Ulisse Rossi (1681)